# Kolonialagitation
Kolonialagitation bezieht sich auf die systematische Verbreitung von Informationen und Argumenten zur Förderung der Kolonialisierung von Gebieten außerhalb der eigenen Landesgrenzen. Es handelt sich um eine Form der Propaganda, die darauf abzielt, die öffentliche Meinung in Bezug auf die Errichtung von Kolonien zu beeinflussen und die Zustimmung der Bevölkerung für die Politik der Kolonialisierung zu gewinnen.

## Deutsche Kolonialagitation

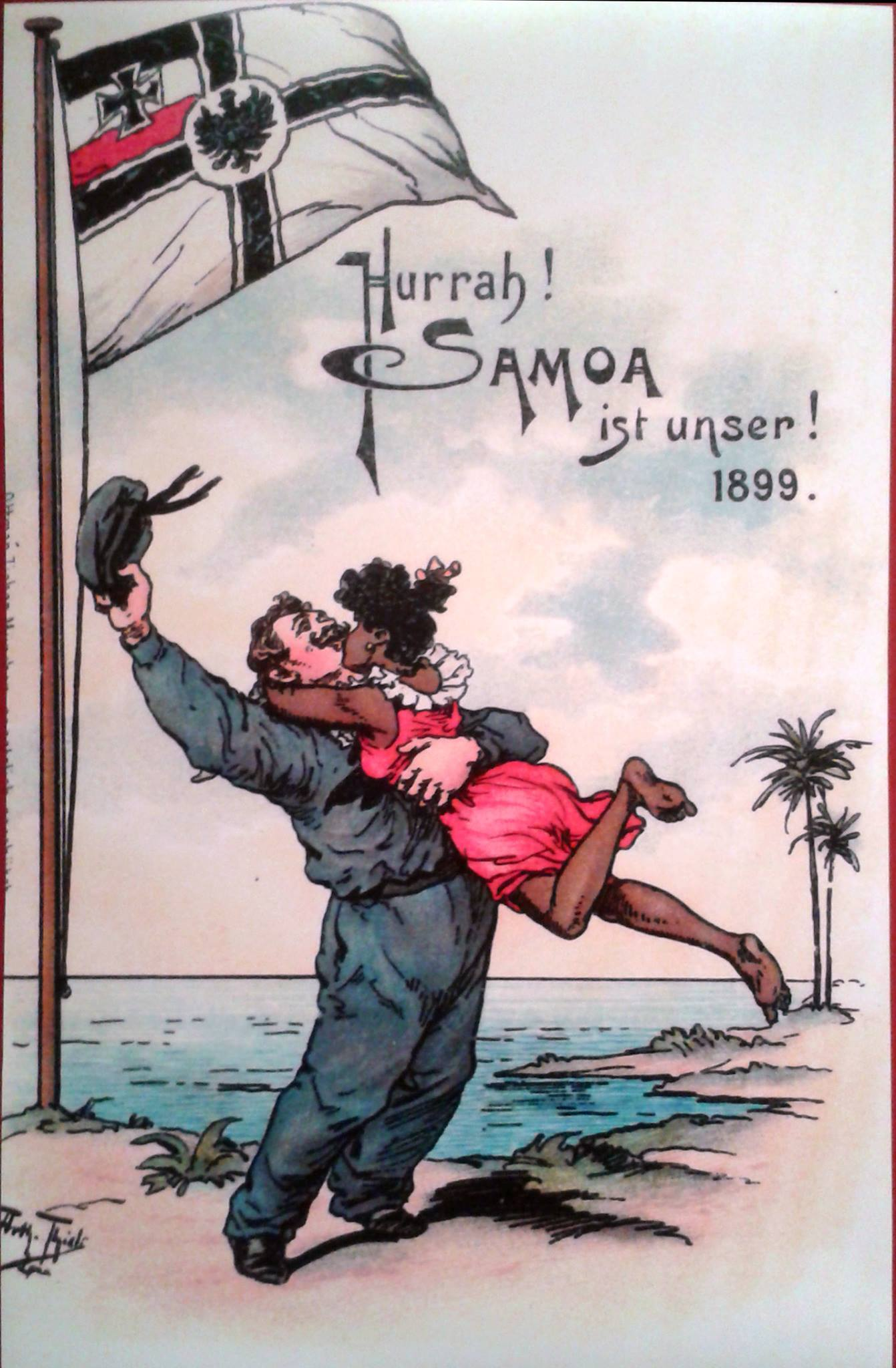
Hurrah! Samoa ist unser! (Postkarte von 1899; Zeichnung von Arthur Thiele)

In der deutschen Geschichte war die Kolonialagitation vor allem in der Zeit des Deutschen Kaiserreichs (1871–1918) präsent. Die Kolonialbefürworter betonten, dass die Schaffung von Kolonien ein wichtiger Schritt zur Stärkung der wirtschaftlichen und politischen Position Deutschlands in der Welt sei. Sie argumentierten, dass Kolonien Rohstoffe und Absatzmärkte bereitstellen und die nationale Sicherheit durch die Schaffung von militärischen Stützpunkten und Kontrollgebieten verbessern würden.
Zu den wichtigsten Vertretern der Kolonialagitation in Deutschland gehörten Publizisten wie der Theologe Friedrich Fabri, Politiker wie der spätere Reichskanzler Bernhard von Bülow und der Kolonialbeamte Carl Peters. Sie gründeten Kolonialvereine und propagierten die Idee der Weltpolitik, die sich auf die Schaffung eines globalen deutschen Imperiums konzentrierte.
Im Kolonialrevisionismus der Zwischenkriegszeit lebte auch die koloniale Agitation wieder auf, mit einem späten Höhepunkt zu Beginn des Zweiten Weltkrieges.

## Kritik
Die Kolonialagitation hatte jedoch auch ihre Gegner, die darauf hinwiesen, dass die Kolonialisierung mit einer Ausbeutung und Unterdrückung der einheimischen Bevölkerung verbunden war. Zudem wurde kritisiert, dass die Kosten der Kolonialpolitik die finanziellen Ressourcen des Landes strapazierten und zu einer Vernachlässigung der sozialen und wirtschaftlichen Bedürfnisse im Inland führten. Zu diesen pragmatischen Gesichtspunkten traten Argumente antikolonialer Bewegungen. Als die Zeitschrift Europäische Geschichte 1927 in einer Umfrage unter 200 bekannten Persönlichkeiten fragte, ob Deutschland wieder Kolonialpolitik betreiben sollte, gab es neben bejahenden Antworten auch deutliche Ablehnung, darunter vom späteren Literaturnobelpreisträger Thomas Mann. Dieser erachtete die Zeit kolonialer Ausbreitung als vorbei und die Freiheit Deutschlands vom Kolonialismus als Vorteil gegenüber Staaten wie Großbritannien. Die Sympathie der Geister seien auf Seiten Gandhis.